# Richard Melrose
Richard Burt Melrose (* 1949 in Australien) ist ein australischer Mathematiker, der sich mit geometrischer Analysis, partiellen Differentialgleichungen und Differentialgeometrie beschäftigt.

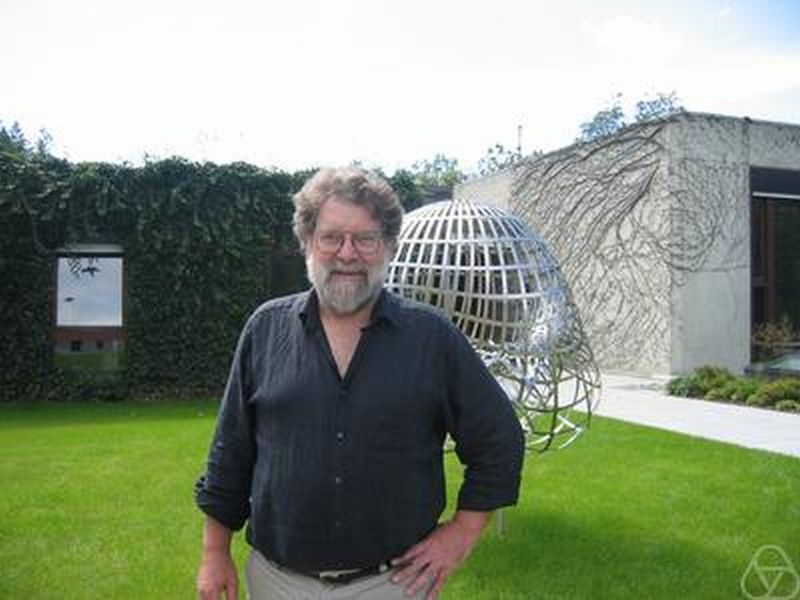
Richard Melrose in Oberwolfach 2007

Melrose wurde 1974 an der Cambridge University bei F. Gerard Friedlander promoviert (Initial and Initial Boundary Value Problems). Danach war er Research Fellow am
St John’s College in Cambridge. 1977 war er am Institute for Advanced Study. Er ist Professor am Massachusetts Institute of Technology (MIT), an dessen Fakultät er seit 1976 ist. Seit 2006 ist er dort Simons Professor of Mathematics. 1999 bis 2002 war er Vorsitzender des Komitees für Reine Mathematik am MIT.
1984 erhielt er den Bôcher Memorial Prize für seine Arbeiten über Streutheorie. Seit 1986 ist er Fellow der American Academy of Arts and Sciences. 1992 war er Guggenheim Fellow. Er war Gastredner auf dem Internationalen Mathematikerkongress 1978 in Helsinki (Singularities of solutions of boundary value problems) und 1990 in Kyōto (Plenarvortrag: Pseudodifferential operators, corners and singular limits).

## Schriften
- Geometric Scattering Theory. Cambridge University Press 1995
- The Atiyah-Patodi-Singer Index Theorem. A.K.Peters 1993
- mit Antônio Sá Barreto, Maciej Zworski: Semi-linear diffraction of conormal waves. Astérisque, American Mathematical Society, Societe Mathématique de France 1996.
- mit Michael Beals, Jeffrey Rauch (Hrsg.): Microlocal analysis and nonlinear waves. Springer 1991.